# Casa López i Soler
La casa López i Soler, coneguda com la Casa del Notari, és un edifici d'habitatges d'Amposta inclòs a l'Inventari del Patrimoni Arquitectònic de Catalunya.

## Descripció
És un edifici d'habitatges de planta rectangular. Consta de planta baixa i tres pisos, més un altre a la part posterior superior. De coberta plana.
L'element distintiu és la façana, organitzada perfectament en funció d'un eix de simetria central i de tres registres horitzontals, els dos primers bastant unitaris, mentre que el tercer és notablement diferent, ja que fou construït més tard i amb diferent material (maó). El primer registre comprèn la planta baixa i l'entresòl, amb dues franges verticals amb porta i petit balcó, amb basament esculturat, i balcó del mateix tipus i una finestra baixa a l'altra part, amb notable reixat de línies rectes i corbes. Entre aquestes franges i als seus extrems hi ha unes bandes horitzontals enfonsades i amb esgrafiats. Com emmarcament superior dels petits balcons hi ha unes grans mènsules esculturades que serveixen de basament del gran balcó que domina horitzontalment tot el segon registre, i que té voluminosos emmarcaments superiors, continuant les bandes esgrafiades. El tercer registre presenta dues seccions, una amb tres finestres geminades: sis obertures amb arc de quasi mig punt i columnes de voluminosos capitells fets de flors; i l'altra secció correspon a la barana, també amb esgrafiats i elements verticals procedents de la secció inferior.